# Гулубоая
Гулубоа́я (Голубое, Голуба, Голубинка, Новоград, рум. Huluboaia) — село в Кагульському районі Молдови, утворює окрему комуну.
Село розташоване на річці Велика Салча.
Голубинка була заснована в 1880-их роках чеськими переселенцями з України. Пізніше сюди було переселено ще 153 особи з Бессарабії і село назвали Новоград. В 1912 році її перейменовано в сучасну назву (Голуба). 1934 року тут було відкрито школу, де викладалась чеська мова. Село стало центром чеської громади Молдови. У 2004 році його побратим стало чеське село Новоград, сюди часто приїжджають студенти з Чехії.
Згідно з переписом населення 2004 року у селі проживало 262 українці (26%).